# Cerisy-la-Salle
Pour les articles homonymes, voir Cerisy (homonymie).
Ne doit pas être confondu avec Cerisy-la-Forêt.
Cerisy-la-Salle est une commune française, située dans le département de la Manche en région Normandie, peuplée de 1 026 habitants.

## Géographie

### Localisation
Cerisy-la-Salle est une commune située en plein cœur du bocage normand à mi-chemin entre Saint-Lô, chef-lieu du département de la Manche, et Coutances, siège épiscopal.
| Cametours, Montpinchon             | Cametours, Carantilly | Carantilly                   |
| Montpinchon                        | Cerisy-la-Salle       | Dangy                        |
| Montpinchon, Notre-Dame-de-Cenilly | Notre-Dame-de-Cenilly | Dangy, Notre-Dame-de-Cenilly |

### Hydrographie
La commune est située dans le bassin Seine-Normandie. Elle est drainée par la Soulles, la Terrette, le ruisseau de la Sauvagere, le ruisseau du Pont Sohier, un bras de la Soulle, le cours d'eau 01 du Moulin de la Roque, le cours d'eau 01 du Village de Bas, le cours d'eau 02 du Moulin de la Roque, le fossé 01 de la Briancière, le fossé 01 de la commune de Cerisy la Salle, le fossé 01 de la Doubière, le fossé 01 du Font Brocard, le fossé 01 du Rabec, le fossé 06 de la commune de Carantilly et la rivière de la Chaussée,,.
La Soulles, d'une longueur de 52 km, prend sa source dans la commune de Percy-en-Normandie et se jette  dans la Sienne à Heugueville-sur-Sienne, après avoir traversé 19 communes. 

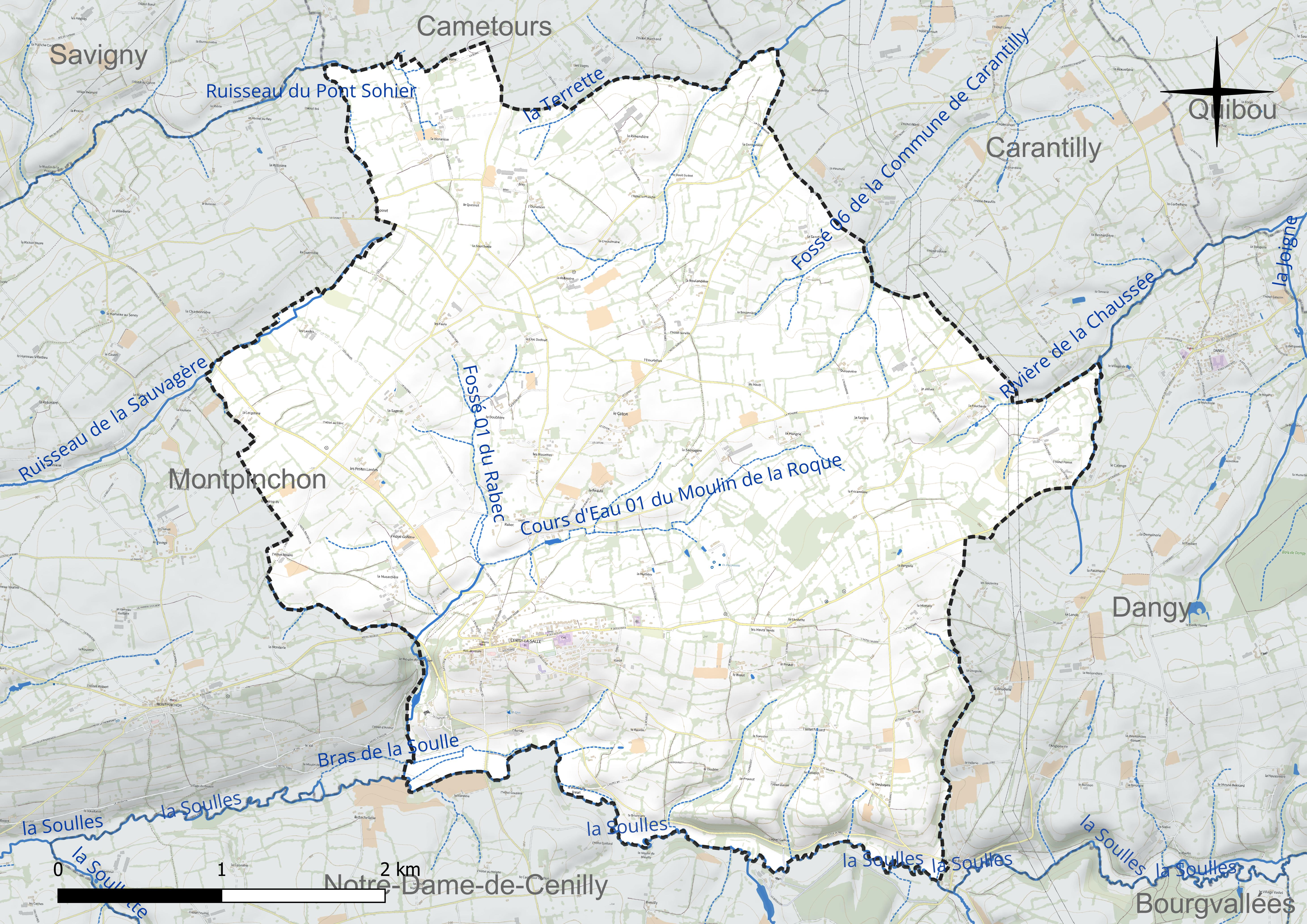
Réseau hydrographique de Cerisy-la-Salle.

La Terrette, d'une longueur de 29 km, prend sa source dans la commune  et se jette  dans la Taute en limite de Tribehou et de Graignes-Mesnil-Angot, après avoir traversé 13 communes. 

### Climat
Pour des articles plus généraux, voir Climat de la Normandie et Climat de la Manche.
En 2010, le climat de la commune est de type climat océanique franc, selon une étude du CNRS s'appuyant sur une série de données couvrant la période 1971-2000. En 2020, Météo-France publie une typologie des climats de la France métropolitaine dans laquelle la commune est exposée à un climat océanique et est dans la région climatique  Normandie (Cotentin, Orne), caractérisée par une pluviométrie relativement élevée (850 mm/a) et un été frais (15,5 °C) et venté. Parallèlement le GIEC normand, un groupe régional d’experts sur le climat, différencie quant à lui, dans une étude de 2020, trois grands types de climats pour la région Normandie, nuancés à une échelle plus fine par les facteurs géographiques locaux. La commune est, selon ce zonage, exposée à un « climat contrasté des collines », correspondant au Bocage normand, bien arrosé, voire très arrosé sur les reliefs les plus exposés au flux d’ouest, et frais en raison de l’altitude.
Pour la période 1971-2000, la température annuelle moyenne est de 10,7 °C, avec une amplitude thermique annuelle de 11,8 °C. Le cumul annuel moyen de précipitations est de 1 074 mm, avec 15,1 jours de précipitations en janvier et 9,1 jours en juillet. Pour la période 1991-2020, la température moyenne annuelle observée sur la station météorologique installée sur la commune est de 11,5 °C et le cumul annuel moyen de précipitations est de 1 112,5 mm,. Pour l'avenir, les paramètres climatiques de la commune estimés pour 2050 selon différents scénarios d’émission de gaz à effet de serre sont consultables sur un site dédié publié par Météo-France en novembre 2022.
| Mois                                  | jan.          | fév.          | mars          | avril         | mai           | juin         | jui.          | août          | sep.          | oct.          | nov.          | déc.          | année     |
| ------------------------------------- | ------------- | ------------- | ------------- | ------------- | ------------- | ------------ | ------------- | ------------- | ------------- | ------------- | ------------- | ------------- | --------- |
| Température minimale moyenne (°C)     | 3,5           | 3,1           | 4,4           | 6,3           | 8,9           | 11,7         | 13,4          | 13,3          | 11,8          | 9,7           | 6,5           | 3,9           | 8         |
| Température moyenne (°C)              | 5,8           | 5,9           | 7,7           | 10,4          | 13            | 15,9         | 17,7          | 17,4          | 15,8          | 12,8          | 9,1           | 6,4           | 11,5      |
| Température maximale moyenne (°C)     | 8,1           | 8,7           | 11            | 14,5          | 17            | 20           | 22            | 21,5          | 19,7          | 15,9          | 11,7          | 8,8           | 14,9      |
| Record de froid (°C) date du record   | −7,3 10.01.09 | −7,9 28.02.18 | −5 01.03.18   | −1,8 01.04.13 | 1,7 02.05.21  | 5,2 01.06.06 | 7,7 31.07.15  | 7,5 30.08.11  | 5,3 26.09.10  | 1,1 30.10.08  | −5 29.11.10   | −6,7 16.12.09 | −7,9 2018 |
| Record de chaleur (°C) date du record | 14,9 01.01.22 | 21,5 27.02.19 | 23,2 30.03.21 | 27,1 21.04.18 | 29,6 27.05.05 | 35 29.06.19  | 39,1 18.07.22 | 36,5 07.08.20 | 32,6 14.09.20 | 28,2 02.10.23 | 21,4 01.11.15 | 16,4 31.12.22 | 39,1 2022 |
| Précipitations (mm)                   | 111,8         | 90,3          | 78,5          | 72,8          | 71,7          | 66,5         | 67,3          | 83,4          | 79,6          | 120,8         | 122,4         | 147,4         | 1 112,5   |

## Urbanisme

### Typologie
Au 1er janvier 2024, Cerisy-la-Salle est catégorisée commune rurale à habitat dispersé, selon la nouvelle grille communale de densité à sept niveaux définie par l'Insee en 2022.
Elle est située hors unité urbaine.
Par ailleurs la commune fait partie de l'aire d'attraction de Coutances, dont elle est une commune de la couronne,. Cette aire, qui regroupe 37 communes, est catégorisée dans les aires de moins de 50 000 habitants,.

### Occupation des sols
L'occupation des sols de la commune, telle qu'elle ressort de la base de données européenne d’occupation biophysique des sols Corine Land Cover (CLC), est marquée par l'importance des territoires agricoles (97,8 % en 2018), une proportion sensiblement équivalente à celle de 1990 (98 %).
La répartition détaillée en 2018 est la suivante : prairies (79,7 %), zones agricoles hétérogènes (13,6 %), terres arables (4,4 %), zones urbanisées (2,2 %).

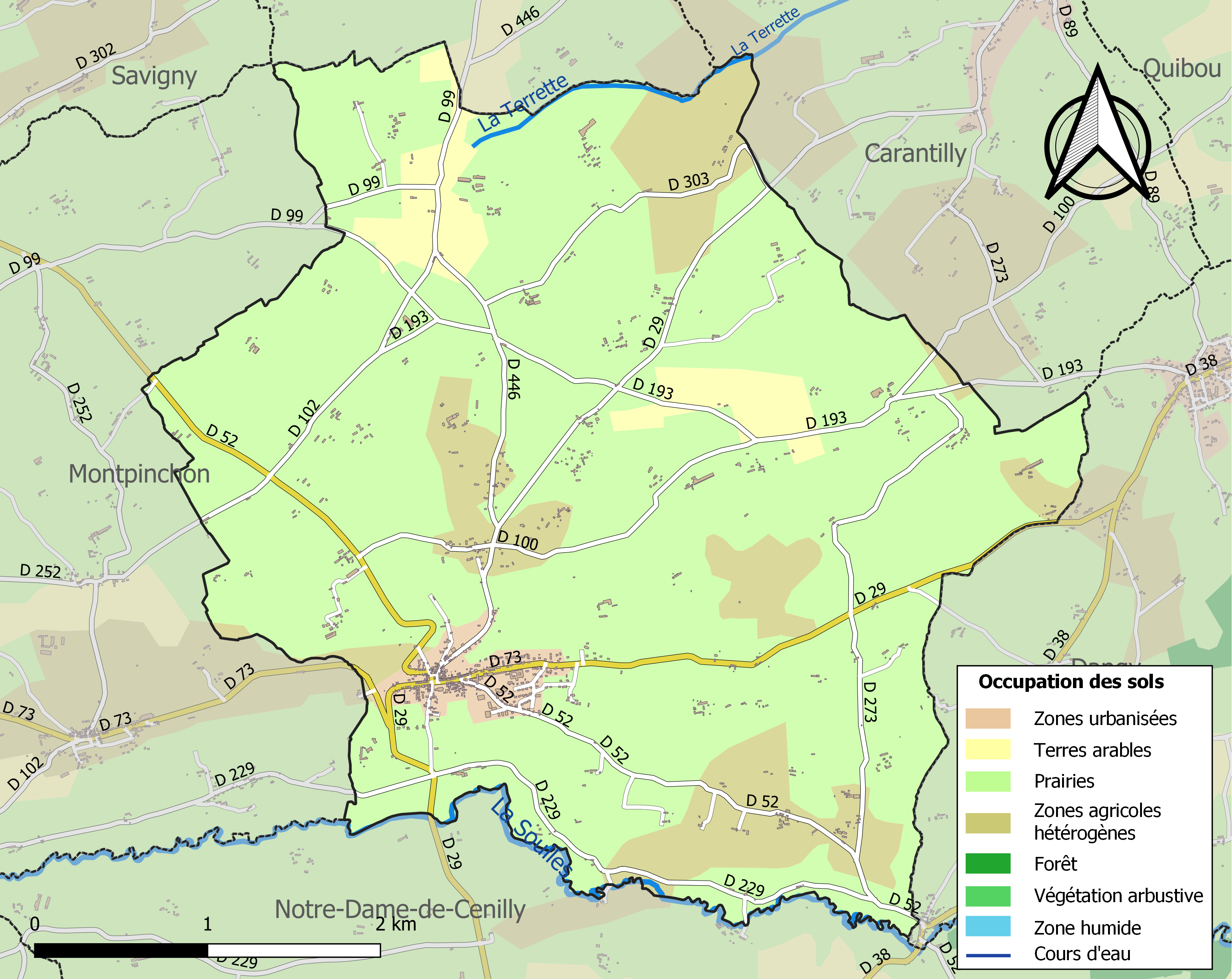
Carte des infrastructures et de l'occupation des sols de la commune en 2018 (CLC).

L'évolution de l’occupation des sols de la commune et de ses infrastructures peut être observée sur les différentes représentations cartographiques du territoire : la carte de Cassini (XVIIIe siècle), la carte d'état-major (1820-1866) et les cartes ou photos aériennes de l'IGN pour la période actuelle (1950 à aujourd'hui).

## Toponymie
Le nom de la localité est attesté sous les formes Ceriseio en 1258, Cerisiaco vers 1280, Ceraseium en 1284, Cereseium en 1351 et en 1352, Saint Benoist Cerisy en 1635, Cerisy en 1677, 1689, 1694 et vers 1700, Cerisy bourg en 1713, Cerisi en 1716, Cerisy en 1719, Cerisy la Salle en 1732.
La paroisse est connue que sous le nom de Cerisy jusqu'en 1732. Formé sur un anthroponyme gallo-romain Carisius, ou Ceretius.
Le déterminant -la-Salle apparaît au XVIIIe siècle, en 1732. Il correspond au titre de marquis de La Salle que portait à cette époque Louis Caillebot de La Salle, détenteur du fief de Montpinchon dont relevait celui de Cerisy. Ce personnage se démène avec fougue, pour qu'apparaisse son nom et son titre dans les appellations officielles de Montpinchon et de Cerisy, d'où les différentes dénominations de Cerisy la Salle, Cerisy Caillebot et Cerisy Caillebot la Salle attestées au XVIIIe siècle.
Le gentilé est Cerisyais.

## Histoire

### Moyen âge
Le village était divisé en deux fiefs, du Breuil et de Cerisy.
Cerisy est un fief, donné en 1327 par Eustache de Pirou à Robert de Pierrepont.

### Temps modernes
Cerisy fut une importante place protestante au cours des guerres de Religion (1562-1598) ; le château fut envahi à la révocation de l'édit de Nantes. Il y a eu dans le village un prêche protestant et un cimetière huguenot. C'est probablement Guillaume Richier († av. 1601) qui fut le fondateur en 1558 de la première église réformée de Cerisy,. L'église fermera en 1684.
Jean Richier (1582-1669), fils de Guillaume, constructeur du château de Cerisy de 1613 à 1625, fut autorisé par le roi Louis XIII à créer un marché hebdomadaire le samedi et deux foires annuelles, l'une à la Saint-Martin d'été, l'autre la veille de la Saint-Martin d'hiver ainsi qu'à construire des halles. Attirés par la présence d'un temple sur les terres du seigneur de Cerisy, des commerçants et toiliers protestant délaissèrent le marché textile de Coutances au profit de celui de Cerisy, qui en 1674, était considéré comme l'un des plus importants du pays et où s'échangeait principalement des toiles de lin produites dans la paroisse et dans celle voisine de Montpinchon. Son déclin interviendra à la fin du XVIIe siècle avec l'exil des toiliers protestants après la révocation de l'édit de Nantes. La culture du lin sur le territoire communal persistera jusqu'à la fin du XIXe siècle où on trouve alors une manufacture de toiles, un tissage et une teinturerie.
La paroisse ne fut d'abord connue que sous le nom de Cerisy jusqu'en 1732. Puis le marquis de Caillebot de La Salle y ajouta le nom de sa terre, érigée en marquisat : la commune devint alors Cerisy-la-Salle. Des lettres patentes du roi, obtenues en l'année 1776, unirent le marquisat de la Salle et celui de La Haye-du-Puits sous le nom de Caillebot-la-Salle. Depuis cette époque, la paroisse prit le nom de Cerisy-Caillebot ou même de Cerisy-Caillebot-la-Salle. En 1790, la paroisse reprit son ancienne dénomination de Cerisy-la-Salle.
Au début du XVIIIe siècle, on construit de nouvelles halles. Elles accueillent : bouchers, cloutiers, sabotiers, toiliers et merciers, mais le marché sera peu à peu supplanté par celui de Canisy.

### Révolution française et Empire
À la Révolution, Georges de Cheverue (1746-1823), porte le titre de marquis de Cerisy-la-Salle. Dernier seigneur de Bellefontaine, il émigra en 1790 à Jersey où il habitait encore en 1805. Sous la Restauration il sera nommé maréchal des camps et armées du Roi, et en 1816, prévôt de la Manche.
En 1813, les halles sont vendues à la commune. La grande halle, devenue mairie, et la petite halle, seront détruites en 1944.
Monsieur Anicet Levavasseur d'Hiesville († 1818), écuyer, est seigneur-patron d'Hiesville et de Cerisy.

### Époque contemporaine

#### XXIesiècle
En 2018, les conseils municipaux de Cerisy-la-Salle et Montpinchon s'orientent vers une commune nouvelle.

## Politique et administration
| Période                                  | Période      | Identité                         | Étiquette | Qualité                          |
| ---------------------------------------- | ------------ | -------------------------------- | --------- | -------------------------------- |
| 1810                                     | 1815         | François Duhérissier de Gerville |           |                                  |
| 1831                                     | 1854         | Joseph-Louis-Sébastien Savary    |           |                                  |
| 1860                                     | 1870         | Pierre Aimable Osouf             |           |                                  |
| 1973                                     | mars 2001    | Claude Tournière                 |           |                                  |
| mars 2001                                | mars 2008    | Pierre Leconte (d)               |           | Pharmacien                       |
| mars 2008                                | octobre 2019 | Yves Simon (d)                   |           | Chef d'entreprise (transporteur) |
| janvier 2020                             | En cours     | Patrick Outrequin (d)            | SE        | Agriculteur                      |
| Les données manquantes sont à compléter. |              |                                  |           |                                  |

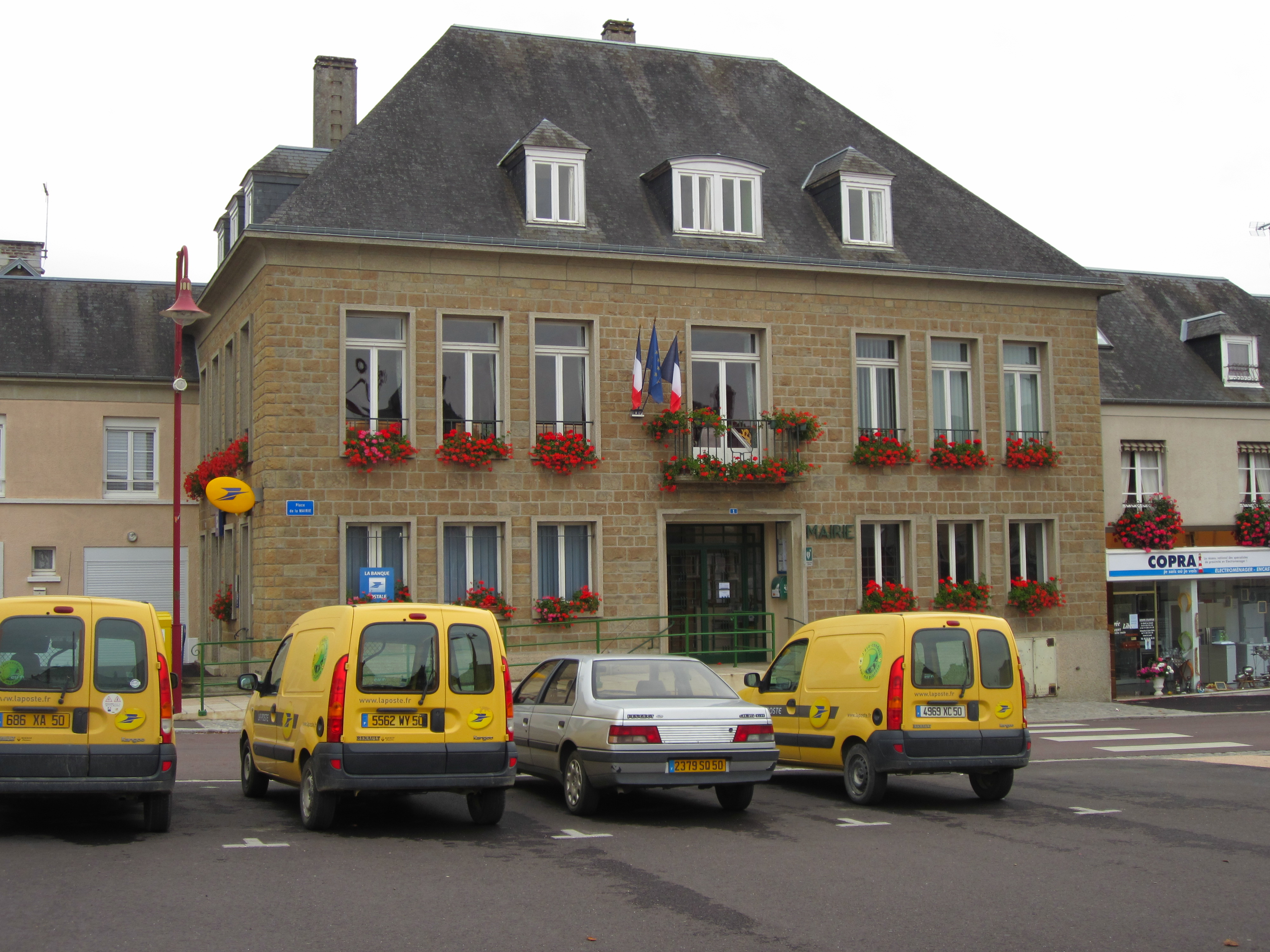
Mairie.

Le conseil municipal est composé de quinze membres dont le maire et trois adjoints.
Depuis 2003, il existe un conseil des jeunes du canton de Cerisy-la-Salle.

## Équipements et services publics
- Une crèche multi-accueil : la Marelle.
- Un centre d'accueil des jeunes : OCJS.

### Enseignement
- Une école primaire.
- Un collège Anne-Heurgon-Desjardins[56].

## Population et société

### Démographie
L'évolution du nombre d'habitants est connue à travers les recensements de la population effectués dans la commune depuis 1793. Pour les communes de moins de 10 000 habitants, une enquête de recensement portant sur toute la population est réalisée tous les cinq ans, les populations de référence des années intermédiaires étant quant à elles estimées par interpolation ou extrapolation. Pour la commune, le premier recensement exhaustif entrant dans le cadre du nouveau dispositif a été réalisé en 2004.
En 2022, la commune comptait 1 026 habitants, en évolution de −3,39 % par rapport à 2016 (Manche : −0,31 %, France hors Mayotte : +2,11 %).
Cerisy-la-Salle a compté jusqu'à 2 637 habitants en 1821.
| 1793  | 1800  | 1806  | 1821  | 1831  | 1836  | 1841  | 1846  | 1851  |
| ----- | ----- | ----- | ----- | ----- | ----- | ----- | ----- | ----- |
| 2 357 | 2 445 | 2 492 | 2 637 | 2 468 | 2 387 | 2 327 | 2 215 | 2 110 |

| 1856  | 1861  | 1866  | 1872  | 1876  | 1881  | 1886  | 1891  | 1896  |
| ----- | ----- | ----- | ----- | ----- | ----- | ----- | ----- | ----- |
| 2 064 | 2 016 | 1 891 | 1 775 | 1 767 | 1 680 | 1 701 | 1 614 | 1 515 |

| 1901  | 1906  | 1911  | 1921  | 1926  | 1931  | 1936  | 1946  | 1954  |
| ----- | ----- | ----- | ----- | ----- | ----- | ----- | ----- | ----- |
| 1 450 | 1 343 | 1 302 | 1 198 | 1 294 | 1 244 | 1 194 | 1 130 | 1 173 |

| 1962  | 1968  | 1975 | 1982 | 1990  | 1999 | 2004  | 2006  | 2009  |
| ----- | ----- | ---- | ---- | ----- | ---- | ----- | ----- | ----- |
| 1 074 | 1 031 | 966  | 912  | 1 004 | 937  | 1 008 | 1 033 | 1 019 |

| 2014  | 2019  | 2022  | - | - | - | - | - | - |
| ----- | ----- | ----- | - | - | - | - | - | - |
| 1 051 | 1 004 | 1 026 | - | - | - | - | - | - |

## Culture locale et patrimoine

### Lieux et monuments

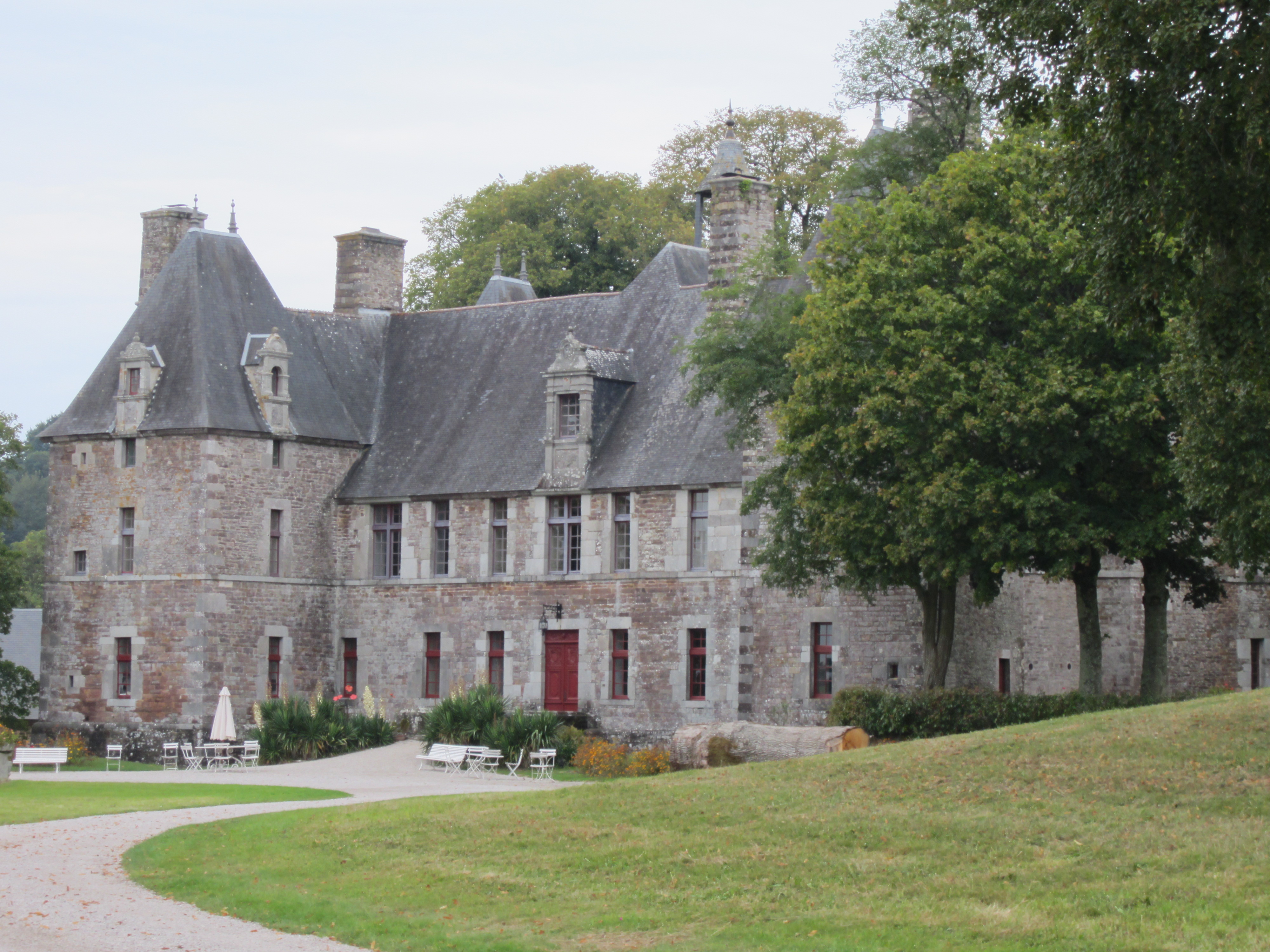
Château de Cerisy.

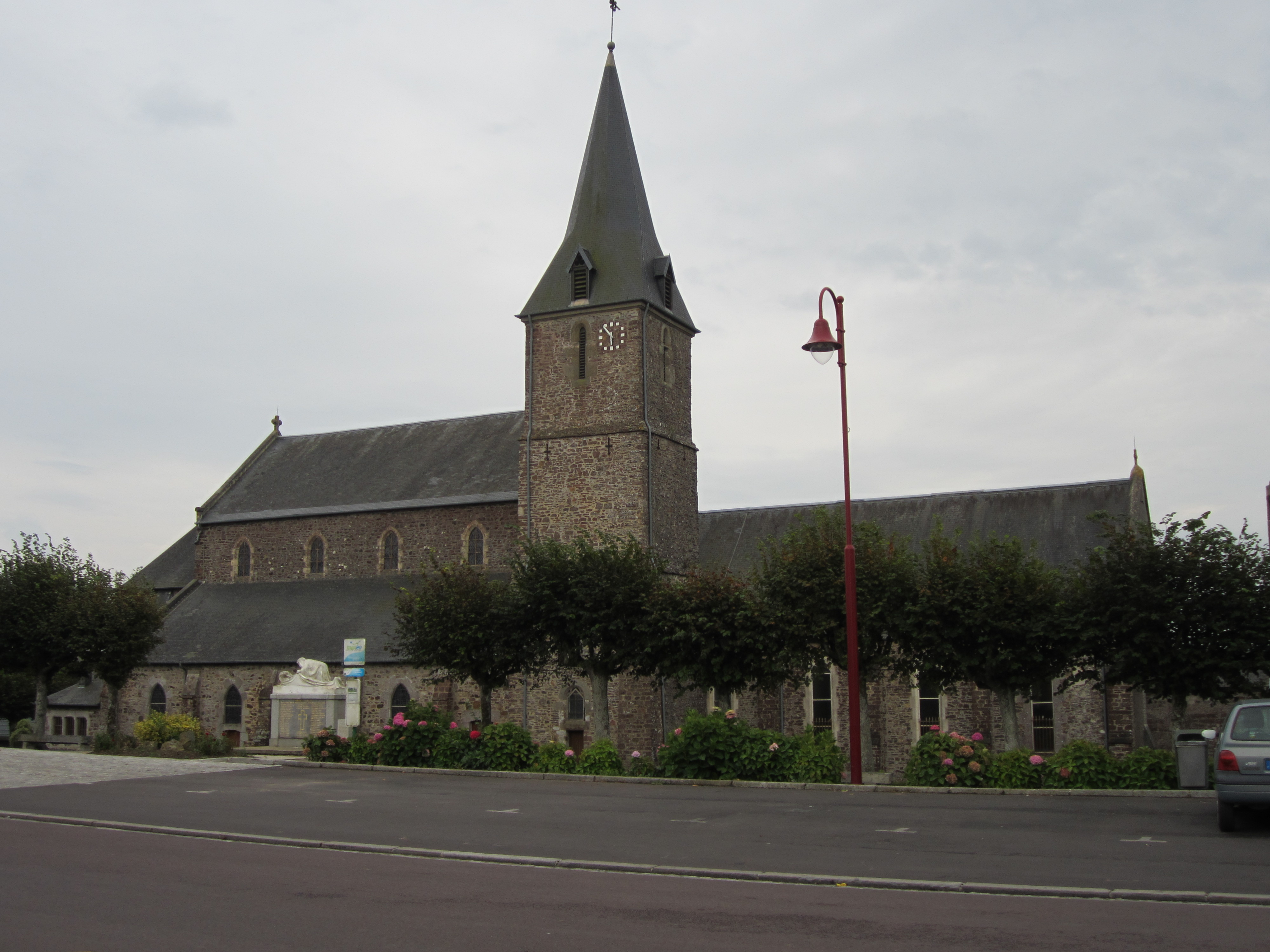
Église Saint-Pierre-et-Saint-Paul.

- Château de Cerisy-la-Salle construit sous Louis XIII entre 1613 et 1625 par la famille Richier et agrandi en 1756[45]. Il accueille depuis 1952 un centre culturel international qui accueille des colloques de juin à octobre. Le château est classé monument historique[61] et le jardin est inscrit à l'Inventaire général du patrimoine culturel[62].
- Ferme du Breuil, dépendance du château de Cerisy. La ferme avec le château et la ferme de la basse-cour sont attribués à Marie Sophie Marguerite Mahoû à la suite de sa séparation en 1884 d'avec Charles Savary[63].
- Manoir de la Hutière des XVIe – XVIIIe siècles.
- Église Saint-Pierre-et-Saint-Paul du XIVe siècle avec un avant-porche gothique voûté du XVe[45], un chœur également gothique, des chapiteaux de colonnes sculptés, une voûte de nef lambrissée et les murs enduits. Elle abrite une Vierge à l'Enfant du XIVe classée au titre objet aux monuments historiques[64], une verrière du XXe de M. Rocher, et une chaire en pierre.
- Croix de cimetière du XVIIe siècle près de l'église.
- Menhir (3,5 m) de la Roche Bottin au village des Hauts-Vents. Les deux pierres dressées datent de l'âge du bronze[45].
- Lavoir.

### Patrimoine culturel
- Centre culturel international (au château) : des colloques y ont lieu chaque année. Leurs actes donnent souvent lieu à une publication.

### Personnalités liées à la commune

#### Naissances
- Charles Le Boulanger (1880-1929), écrivain.
- André Pépin (1918-2009), artiste sculpteur.
- Albert Pipet (1925-2013), écrivain.
- Pierre-Marie Osouf (1829-1906)[45] archevêque de Tokyo en 1891[65].
- Paul Gédéon Rabec (1738-1796), né à Cerisy-la-Salle, prêtre, docteur de la faculté de théologie de Paris, fusillé en 1796 à Mégrit (Bretagne) par une colonne mobile[45].
- Joseph-Antoine-Jacques Richier de Cerisy (Cerisy-la-Salle, 1708 - 1771), évêque de Lombez (Gers), mort à Montpellier. Son cœur fut rapporté dans l'église de Cerisy où fut apposée une plaque en son hommage[44].

#### Autres
- Anne Heurgon-Desjardins (1899-1977), fondatrice du Centre culturel international de Cerisy-la-Salle en 1952.

### Héraldique
| Blason de Cerisy-la-Salle | Blason  | De sinople à la bande d'argent accostée de deux cotices du même, accompagnée, en chef, d'un lion léopardé d'or.               |
| Blason de Cerisy-la-Salle | Détails | Ce blason est emprunté aux armoiries de la famille Richier de Cerisy (éteinte), anciens seigneurs de Cerisy[réf. nécessaire]. |